# Jason Brennan
Jason F. Brennan (nascido em 1979) é um filósofo libertário e cientista político. Atualmente é professor de Estratégia, Economia, Ética e Políticas Públicas da McDonough School of Business e professor de Filosofia da Universidade de Georgetown.
Doutorou-se na Universidade do Arizona em Filosofia, sendo que, dedica as suas investigações, mormente, à filosofia política e à ética aplicada.
Ele aborda os defeitos da Democracia em sua última obra: "Against Democracy", sugerindo uma Epistocracia.

## Pensamento
Brennan escreve sobre a teoria democrática, ética do voto, competência e poder, liberdade e fundamentos morais da sociedade do comércio. Ele foi chamado de "um dos maiores especialistas acadêmicos do mundo em votação e conhecimento político".
Seu trabalho centra-se na intersecção entre a filosofia política normativa e as ciências sociais empíricas, especialmente em questões sobre o comportamento dos eleitores, patologias da democracia e as consequências da liberdade. Ele argumenta que a maioria dos cidadãos tem a obrigação moral de não votar.

## Livros e monografias

### Como autor e co-autor
- In Defense of Openness, (Oxford University Press, 2018), with Bas van der Vossen
- Against Democracy, (Princeton University Press, 2016)
- Political Philosophy: An Introduction, (Cato Institute, 2016)
- Markets without Limits, (Routledge Press, 2015), with Peter Jaworski
- Why Not Capitalism?, (Routledge Press, 2014)
- Compulsory Voting: For and Against, (Cambridge University Press, 2014), with Lisa Hill
- Libertarianism: What Everyone Needs to Know, (Oxford University Press, 2012)
- The Ethics of Voting, (Princeton University Press, 2011)
- A Brief History of Liberty, (Wiley-Blackwell, 2010)

### Artigos
- 2016  "When May We Kill Government Agents?: In Defense of Moral Parity," Social Philosophy and Policy.
- 2016  "Why Consequences Matter More: The Expressivist Objection to Privatization," Criminal Law and Philosophy.
- 2016  "A Libertarian Case for Mandatory Vaccination," Journal of Medical Ethics
- 2016  "Estimating the Cost of Adjunct Justice: A Case Study in University Business Ethics," Journal of Business Ethics
- 2015  "Markets without Symbolic Limits," Ethics.
- 2015  "Community, Diversity, and Equality in G. A. Cohen's Socialist Utopia," Analyse & Kritik. (Invited paper.)
- 2015  "Market Architecture: It's the How, Not the What," Georgetown Journal of Law and Public Policy 15.
- 2014  "How Smart is Democracy? You Can't Answer that A Priori," Critical Review 26: 4–30.
- 2013  "Is Market Society Intrinsically Repugnant?" The Journal of Business Ethics 112:271–81.
- 2013  "The Right to Good Faith: How Crony Capitalism Delegitimizes the Administrative State," Georgetown Journal of Law and Public Policy 11: 313–34.
- 2012  "Political Liberty: Who Needs It?" Social Philosophy and Policy 29: 1–27.  Reprinted in Matt Zwolinski, ed., Arguing about Political Philosophy (London: Routledge, 2014)
- 2012  "Why Liberal States Must Accommodate Tax Resistors," Public Affairs Quarterly 26: 141–60.
- 2012  "For-Profit Business as Civic Virtue," The Journal of Business Ethics 106: 313–24.
- 2011  "The Right to a Competent Electorate'" Philosophical Quarterly 61, 700–24. Reprinted in Tom Lansford, ed., Opposing Viewpoints: Voting Rights (New York: Gale/Cengage2, 2015).
- 2011  "Condorcet's Jury Theorem and the Optimum Number of Voters." Politics 31:2, 55–62.
- 2010  "Scepticism about Philosophy." Ratio 23: 1–16.
- 2009  "Polluting the Polls: When Citizens Should Not Vote." Australasian Journal of Philosophy 87:4, 535–49.
- 2009  "Tuck on the Rationality of Voting."  Journal of Ethics and Social Philosophy 3: 1–5.
- 2008  "Beyond the Bottom Line: The Theoretical Goals of Moral Theorizing." Oxford Journal of Legal Studies 28: 277–96.
- 2008  "What if Kant Had Had a Cognitive Theory of the Emotions?" In Valerio Rohden, et al. (eds.), Recht und Freiden in der Philosophie Kants: Atken des X. Internationalen Kants-Kongresses (Berlin: De Gruyter), 219–28.
- 2007  "Modesty without Illusion." Philosophy and Phenomenological Research 75: 111–28.
- 2007  "Free Will in the Block Universe." Philosophia 35: 207–17.
- 2007  "Dominating Nature." Environmental Values 16: 513–28.
- 2007  "Rawls's Paradox." Constitutional Political Economy 18: 287–99.
- 2005  "Choice and Excellence: A Defense of Millian Individualism." Social Theory and Practice 31: 483–98.
- 2004  "Illiberal Liberals." Review Journal of Political Philosophy 2: 59–103. Translated into Turkish and reprinted in Liberal Düsünce [The Journal of Liberal Thought] 15 (2010), 61–89.